# Isla de Vargas
La isla de Vargas es una isla frente a la costa oeste de la isla de Vancouver en la costa del Pacífico de Canadá. Está situada al noroeste de Tofino, en la región del estrecho de Clayoquot. En este lugar, el día 13 de julio de 1995 se estableció un parque provincial, el Parque Provincial Vargas Island, que cubre un área de 57,88 km² en el oeste de Vargas y en la isla Blunden y el pequeño grupo de islas de La Croix.
La isla de Vargas es actualmente parte del territorio tradicional de los Ahousaht, uno de los 15 grupos Nuu-chah-nulth que habitan la costa oeste de la isla de Vancouver. También cuentan con una reserva allí.
La isla ha sido nombrada, renombrada o transferida incorrectamente de un idioma a otro en repetidas ocasiones por parte de varios exploradores europeos. Su nombre actual lo obtuvo del explorador español Dionisio Alcalá-Galiano (1762-1805), quien exploró la región en 1792. No obstante, no se sabe a quién corresponde el nombre de la isla. Actualmente, Diego de Vargas (un teniente gobernador español en el nuevo mundo) y José de Vargas Ponce (un oficial naval español) son los favoritos como posibles homónimos.

## Historia
Durante la última edad de hielo, llamada Wisconsinian en América del Norte, los niveles del mar descendieron hasta 150 m. Como consecuencia, partes de la plataforma continental que ahora están sumergidas fueron una densa vegetación, de la que se han identificado rastros. Entre las especies de árboles comprobadas se encuentran el pino costero (Pinus contorta), así como las piceas, los abetos y los alisos, además de los helechos, que se pueden dataren 10.500 AP.
Entre 8000 y 7000 AP, el nivel del mar en la región era unos 3 m más bajo que el actual, como también se ha podido determinar a partir de tocones de árboles submarinos y rastros del suelo del bosque. Este movimiento se detuvo entre 6000 y 4800 AP. A partir de entonces, los niveles del mar volvieron a descender entre 2700 y 2000 AP, con grandes lagunas de conocimiento entre 4800 y 2700 y desde el cambio de era hasta la actualidad. Estos movimientos no son consistentes con el resto de la Columbia Británica, lo que sugiere un levantamiento y hundimiento local en los márgenes de la placa americana.
Dado que la gente se trasladó al sur por mar desde Beringia en el norte, es probable que los barcos también navegaran frente a la costa oeste de la isla de Vancouver. Las huellas más antiguas hasta ahora se encontraron cerca de Namu en el norte de la provincia, luego en Bear Cove en el norte de la isla de Vancouver. No se sabe cuánto tiempo vivió la gente en la isla de Vargas.
Los comerciantes que, en el 18 Century quisieran dirigirse a Opitsat, tenían que pasar por la isla de Vargas, que pertenecía por un lado a la zona de los Ahousaht, que ahora viven principalmente en la isla de Flores, por otro lado a la de los Kelsemaht . Los primeros, más específicamente los Manhoushaht, que pertenecen a los Ahousaht, vivían en el noroeste de Vargas, los segundos alrededor de Yahqsis (también Yaksis o y'aaq h sis) en el sureste.
Cuando llegaron los primeros europeos a la región a fines del siglo XVIII, los Ahousaht todavía vivían predominantemente en el continente, en un área llamada Chetarpe y en la Isla de Vargas en Punta Ahous. Su jefe era Cheaskinah, quien se hizo amigo del Capitán James Hanna en 1785. Intercambió nombres con él, por lo que también fue conocido como "Jefe Hanna". A partir de 1824, los Ahousaht se trasladaron a la isla de Flores, donde arrebataron el control a los Otsosaht locales en una guerra de 14 años.
Cuando el gobierno canadiense estableció reservas indias, la isla de Vargas, sin embargo, fue asignada a Ahousaht.
En 1995 se estableció el Parque Provincial, con el mérgulo desempeñando un papel importante. Un estudio de 2002 mostró que esta ave rara era particularmente común cerca de Vargas. Sin embargo, su población se vio amenazada por el intenso tráfico de embarcaciones a través del Canal Maurus/Pasaje Calmus. A pesar de la ubicación insular, depredadores como osos y lobos llegan regularmente a la isla nadando. Vargas fue noticia en 2011 después de que los lobos atacaran una caravana. Resultó que los turistas habían alimentado a los lobos y, por lo tanto, redujeron su miedo natural a los humanos. Para no provocar a los lobos, no solo está prohibido darles de comer, sino también traer perros.